# Laura Piña
Laura Piña Pallamar (1931) è un'ex cestista cilena.

## Carriera
Con il Cile ha disputato due edizioni dei Campionati del mondo (1953, 1957).